# Randia parvifolia
Randia parvifolia är en måreväxtart som beskrevs av Jean-Baptiste de Lamarck. Randia parvifolia ingår i släktet Randia och familjen måreväxter. Inga underarter finns listade i Catalogue of Life.